# Multicultural History Society of Ontario

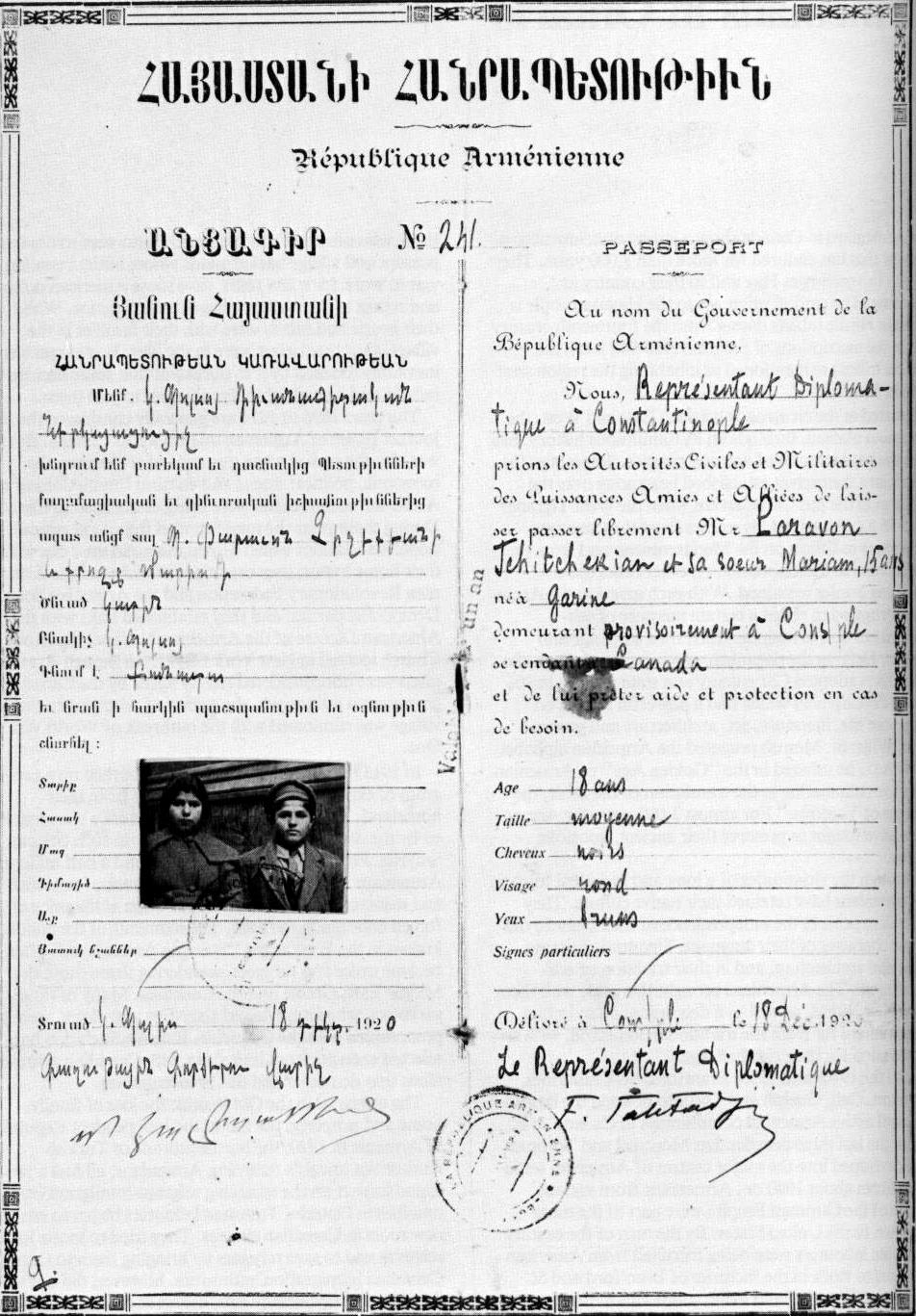
Ein für zwei Armenier 1920 in Konstantinopel für die Einreise nach Kanada ausgestellter Ausweis, Armenians in Ontario, in: Polyphony: The Bulletin of the Multicultural History Society of Ontario 4 (Herbst/Winter 1982)

Die Multicultural History Society of Ontario (MHSO) ist eine 1976 in Toronto gegründete Organisation, die sich um die Geschichte der ethnischen Minderheiten in Kanada verdient gemacht hat. Ihr Initiator war Professor Robert F. Harney. 
Die Gesellschaft unterhält ein Museum und bietet dort Ausstellungen zur Oral History, zur mündlichen Überlieferung, fördert aber auch die Forschung und publiziert selbst. Außerdem unterstützt sie andere Organisationen, vor allem in der schulischen und universitären Lehre. 
Sie gibt die Zeitschrift Polyphony heraus und publiziert vielfach über das Internet zu Themen, wie etwa zum 50. Jahrestag des Ungarnaufstands.

## Geschichte
1979 sponserte die MHSO das Finn Forum ’79, eine Konferenz, die sich ausschließlich den finnischen Beiträgen zur kanadischen Kultur widmete. 1980 folgte eine über die Poles in North America. Aus diesen und den folgenden Konferenzen gingen zahlreiche Publikationen hervor, wie Little Italies in North America (1981), The Finnish Diaspora (2 Bde., 1981), The Quebec and Acadian Diaspora (1982), The Polish Presence in Canada and America (1983), Dutch Immigration to North America (1983) oder Looking into My Sister's Eyes: An Exploration in Women's History (1986).
Die Reihe Ethnocultural Voices ließ Angehörige der Minderheiten zu Wort kommen. Seit 1983 kam die Reihe Ethnic and Immigration History, die aus Monographien besteht, hinzu. 1999 erschien die erste Encyclopedia of Canada’s Peoples, ein Gesamtüberblick über alle ethnischen Minderheiten im Land. 
Beim 2004 in der 901 Lawrence Avenue West eröffneten Oral History Museum handelt es sich um ein Museum, das neben Fotos vor allem der mündlichen Überlieferung gewidmet ist. Es birgt rund 9000 Stunden an Interviews mit Befragten aus 60 ethnischen Gruppen. Im St. Michael’s College der
University of Toronto unterhält die Gesellschaft eine Bibliothek und ein Archiv.
2006 erinnerte die Gesellschaft an den 50. Jahrestag des ungarischen Aufstands, in dessen Folge über 37.000 Ungarn nach Kanada flohen.
Darüber hinaus bietet die Gesellschaft Schulbesuche und didaktische Materialien, mit The Global Gathering Place auch online.